# Ambientalismo in Italia

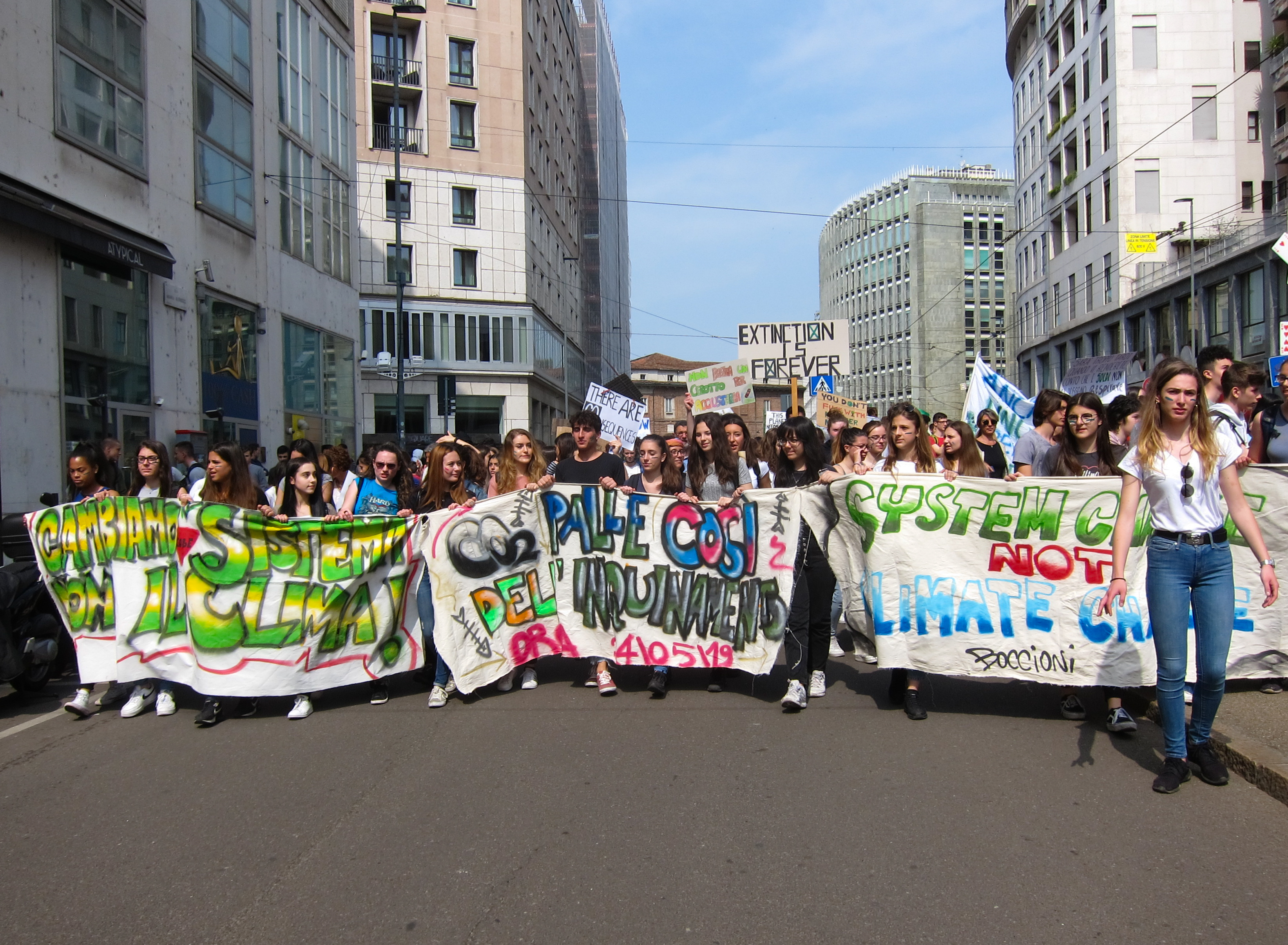
Manifestazione studentesca associata al movimento Fridays for Future in protesta per l'azione contro il cambiamento climatico, Milano, 2019.

L'ambientalismo (o ecologismo) in Italia consiste in un insieme di idee, correnti intellettuali, movimenti sociali, associazioni e organizzazioni politiche che si occupano della relazione tra umanità e ambiente o intendono promuovere azioni per tutelare l'ambiente.  Le iniziative politiche e sociali che si definiscono come "ambientaliste" includono un ampio ventaglio di idee ed attori che si è evoluto nel tempo.
L'ambientalismo italiano è nato negli anni 1850, sotto la spinta di scienziati, persone di cultura che volevano proteggere il patrimonio naturale e artistico nazionale, e di chi desiderava valorizzare il territorio per il nascente turismo. Nacquero le prime associazioni con obiettivi di conservazione del patrimonio nazionale. Durante il fascismo, ci fu una forte transizione verso l'assorbimento delle associazioni nell'apparato statale. Nel dopoguerra l'associazionismo e i movimenti assunsero dimensioni di massa e negli anni 1970-1980 contribuirono a promuovere lo sviluppo del quadro italiano di gestione dell'ambiente e la diffusione della sensibilità ambientale.
Dagli anni 1980 il variegato mondo ambientalista ha cercato la rappresentanza politica tramite elezioni nazionali, locali ed europee e attraverso partiti identificati come ambientalisti, o tramite esponenti ambientalisti eletti in altre forze politiche.
Le idee ambientaliste sono molto diffuse oggi in Italia, sebbene in misura inferiore rispetto alla maggior parte dei paesi europei. Le associazioni ambientaliste italiane vanno da grandi organizzazioni nazionali a piccoli gruppi locali di protesta e reti semi-formali.

## Storia

### Origini

Ciclisti sardi sulla vetta del Monte Ortobene, Convegno regionale sardo dei soci del Touring Club Italiano, 25-26 aprile 1903.

Le prime associazioni e movimenti ambientalisti italiani nacquero a partire dagli anni 1850. Le iniziative vennero da scienziati con interessi naturalistici; da persone di cultura che volevano proteggere il patrimonio naturale e artistico nazionale, e da chi desiderava valorizzare il territorio per il turismo, in un'epoca di grande trasformazione economica, tra prima industrializzazione e crescita dei trasporti. Tra il 1850 e la prima guerra mondiale furono fondate molte associazioni, motivate da valori estetici, etici e patriottici. Esse erano espressione di élite, ma segnalano anche i primi processi di allargamento della partecipazione sociale. Le associazioni furono le forze trainanti delle prime azioni di conservazione naturalistiche, che culminarono con la costituzione dei primi due parchi nazionali italiani nei primi anni 1920.
Con l'avvento del fascismo, le idee estetiche e patriottiche che animavano la conservazione continuarono, assieme al desiderio di modernizzazione e di sviluppo del territorio e delle risorse, tipico dell'epoca. L'amministrazione fascista, tuttavia, diede un forte segno di centralizzazione e assorbimento delle azioni di conservazione nell'apparato statale. Durante il ventennio, non nacque nessuna nuova associazione ambientalista. Furono costituiti due altri parchi nazionali, e alla fine degli anni 1930, furono riordinate le leggi di protezione delle bellezze naturali e di controllo dello sviluppo urbano.

### Sviluppi dal secondo dopoguerra

Marcia anti nucleare, Trino Vercellese, anni 1980.

Negli anni del boom economico 1950-1960 la ripresa dell’attivismo fu ispirata soprattutto da valori e attori scientifici e cominciò ad acquisire vigore ed influenza di massa negli anni 1960. I temi principali furono quelli tradizionali delle aree protette e della conservazione del paesaggio, assieme ai problemi emergenti dello sviluppo urbano e della gestione del territorio.
Durante le decadi 1970-1980 ci fu una grande crescita della sensibilità ambientale internazionale e nazionale. L'allargamento delle idee e delle conoscenze scientifiche sull'ambiente alimentò riflessioni e movimenti molto variegati sulla relazione tra ambiente e società. Si moltiplicarono le politiche e istituzioni ambientali internazionali. Il movimento ambientalista italiano ebbe un forte sviluppo, in termini di ricchezza e varietà di contenuti, influenza politica, presa di massa, e capacità di produrre risultati. La lotta contro l'uso dell'energia nucleare fu uno dei principali cavalli di battaglia. L'ambientalismo si mosse sempre più verso un impegno politico, nelle istituzioni e per il cambiamento sociale. Esso ebbe un ruolo significativo nello stimolare lo sviluppo delle politiche ed istituzioni italiane per la protezione ambientale.

## Diffusione delle idee ambientaliste

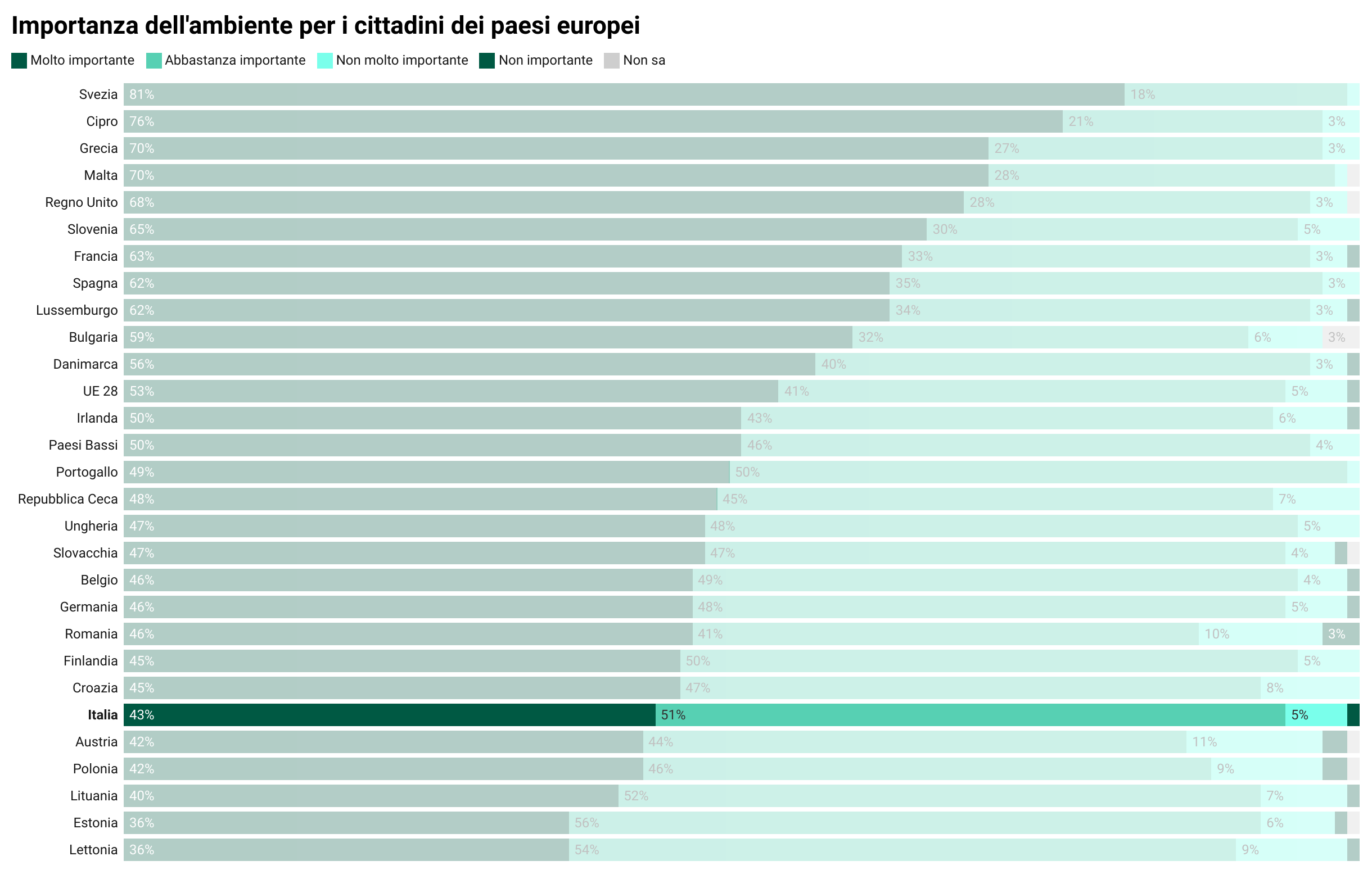
Nel 2019, alla domanda su che importanza la protezione dell'ambiente rivestiva per loro personalmente, il 94% dei cittadini europei la considerava importante. Più della metà (53%) la consideravano molto importante.

La traiettoria recente dell'ambientalismo in Italia ha rispecchiato quella generale nel mondo occidentale: da un lato, c'è stato un declino dell'attivismo politico ambientalista. Da un altro lato, sono cresciuti tra il pubblico comportamenti e attitudini sensibili all'ambiente. Le grandi battaglie ambientaliste degli anni 1970 e 1980 hanno stimolato importanti riforme. In seguito, molti movimenti ambientalisti si sono istituzionalizzati, diminuendo la loro capacità di generare attivismo politico, ma accrescendo la loro capacità di influenzare riforme operando internamente al sistema. Le riforme intraprese a partire dagli anni 1970 hanno stimolato comportamenti sensibili all'ambiente tra la popolazione. Le organizzazioni nazionali hanno rafforzato i legami con movimenti transnazionali. Il coinvolgimento di massa nelle questioni ambientali rimane elevato, ma rispetto agli anni 1980, è oggi relativamente meno conflittuale e più orientato a scelte di stile di vita e consumi.
La diffusione delle idee ambientaliste in Italia e l'importanza data ad esse dai cittadini rimangono però inferiori a quelle della maggior parte dei paesi europei. Nel 2019 secondo un sondaggio di Eurobarometro, solo il 43% degli italiani considerava la protezione dell'ambiente molto importante, contro una media del 53% in Europa.

## Organizzazioni e rappresentanza politica

### Associazioni ed organizzazioni della società civile
Le associazioni ambientaliste italiane includono un ampio ventaglio di organizzazioni: dalle grandi associazioni nazionali a piccoli gruppi di protesta locali.
A partire dalla metà degli anni 1990, molte associazioni ambientaliste hanno gradualmente diminuito l'attivismo e sono divenute gruppi di pressione gestiti professionalmente. Questa evoluzione ha avuto luogo anche in molti altri paesi allo stesso tempo. Molte organizzazioni che originariamente impiegavano metodi di scontro, sono passate a metodi più convenzionali di pressione politica, come il monitoraggio delle azioni governative, inchieste e studi tecnici, denunce alla magistratura e azioni di lobby verso la politica.
Nel contempo, si sono diffusi gruppi di protesta formati da attivisti locali, spesso organizzati tramite comitati civici. Talora questi gruppi si formano in reazione alla percepita debolezza delle organizzazioni ambientaliste classiche e si possono legare a reti nazionali e transnazionali di attivisti. Questi gruppi di protesta sono particolarmente attivi nell'opporsi a progetti di infrastrutture di interesse pubblico, ad esempio inceneritori, linee ferroviarie, autostrade, impianti energetici e discariche di rifiuti. Le proteste possono essere ispirate da preoccupazioni ambientali legate al progetto (ad esempio, dal desiderio di soluzioni tecniche o modelli economici alternativi), oppure da una logica cosiddetta NIMBY ("non nel mio cortile"): cioè dal timore che l'opera generi elevati costi locali rispetto a benefici nazionali.
È pur vero che la differenza tra le due realtà organizzative non è però netta: alcune organizzazioni ambientaliste professionali mantengono una rete di attivisti, specie a livello locale e responsabile di azioni locali (ad esempio, Legambiente, WWF).

### Rappresentanza politica
Il movimento ambientalista italiano ha perseguito la rappresentanza politica dalla fine degli anni 1970. Le prime campagne antinucleari (1976-1979) furono il terreno di crescita dell'impegno politico. Il movimento politico verde nacque da una galassia di liste locali nelle elezioni amministrative, che passarono da quattro nel 1980, a sedici nel 1983, a centocinquanta nel 1985. I maggiori partiti politici cercarono di cooptarne istanze ed esponenti. Nel 1986 fu eventualmente fondata una Federazione nazionale delle liste verdi. Alle elezioni politiche del 1987 i Verdi sotto il simbolo della Federazione, Il sole che ride, entrarono per la prima volta in Parlamento. Oltre ai Verdi, ci furono numerosi ambientalisti eletti nelle liste del PCI, Sinistra indipendente e Democrazia Proletaria. Alle elezioni del parlamento europeo del 1989, alcuni membri della Federazione ne uscirono per formare la lista dei Verdi arcobaleno, per perseguire una collocazione politica a sinistra, con l'appoggio di alcune tra le maggiori associazioni ambientaliste.
I partiti ambientalisti italiani hanno solitamente conseguito risultati elettorali inferiori a quelli di molti altri paesi europei. La Federazione dei Verdi ha avuto mediamente il 2-3 % dei voti alle elezioni politiche. Ha partecipato ai governi di centrosinistra dell'Ulivo tra il 1996 e il 2001 e poi tra il 2006 e 2008 come parte dei governi de L'Unione.
La presenza parlamentare dei verdi è rimasta marginale, a causa di divisioni interne; di una visione politica più centrata su battaglie e sull'identità politica di sinistra alternativa che capace di proporre un modello sociale più generale; e del ridotto spazio politico determinato dalla polarizzazione politica, la relativa marginalità delle problematiche ambientali percepita tra gli elettori, i sistemi elettorali, le forti concentrazioni di potere dei mass media, e la concorrenza di altre forze politiche che hanno posto questioni ambientali al centro del proprio messaggio politico.

## Filmografia ambientale italiana
- Le mani sulla città (1963) di Francesco Rosi
- Il deserto rosso (1964) di Michelangelo Antonioni
- Oh, Serafina! (1976) di Alberto Lattuada
- La meglio gioventù (2003) di Marco Tullio Giordana